# Lacuisine
Lacuisine (en gaumais : La Keûjine) est une section de la ville belge de Florenville située en Région wallonne dans la province de Luxembourg.
C'était une commune à part entière avant la fusion des communes de 1977 qui rassemblait les villages de Martué et de Lacuisine.

## Géographie
Le village est situé au nord de Florenville, à l'intérieur d'un méandre très accentué de la Semois (un affluent de la Meuse) ouvert du côté nord.

## Démographie
- Source: INS recensements population

### Sobriquets
Les habitants de Lacuisine restent fiers de leur sobriquet de « tordus » (tordeûs en gaumais). D'après Defosse, tordus signifie « tard venus à la messe » et d'après Bourguignon, ce sobriquet signifie soit « mal venus, noués », soit « tard venus ».
Les habitants de Martué sont appelés les « Marticots ».

## Patrimoine et culture

### Patrimoine architectural et sites

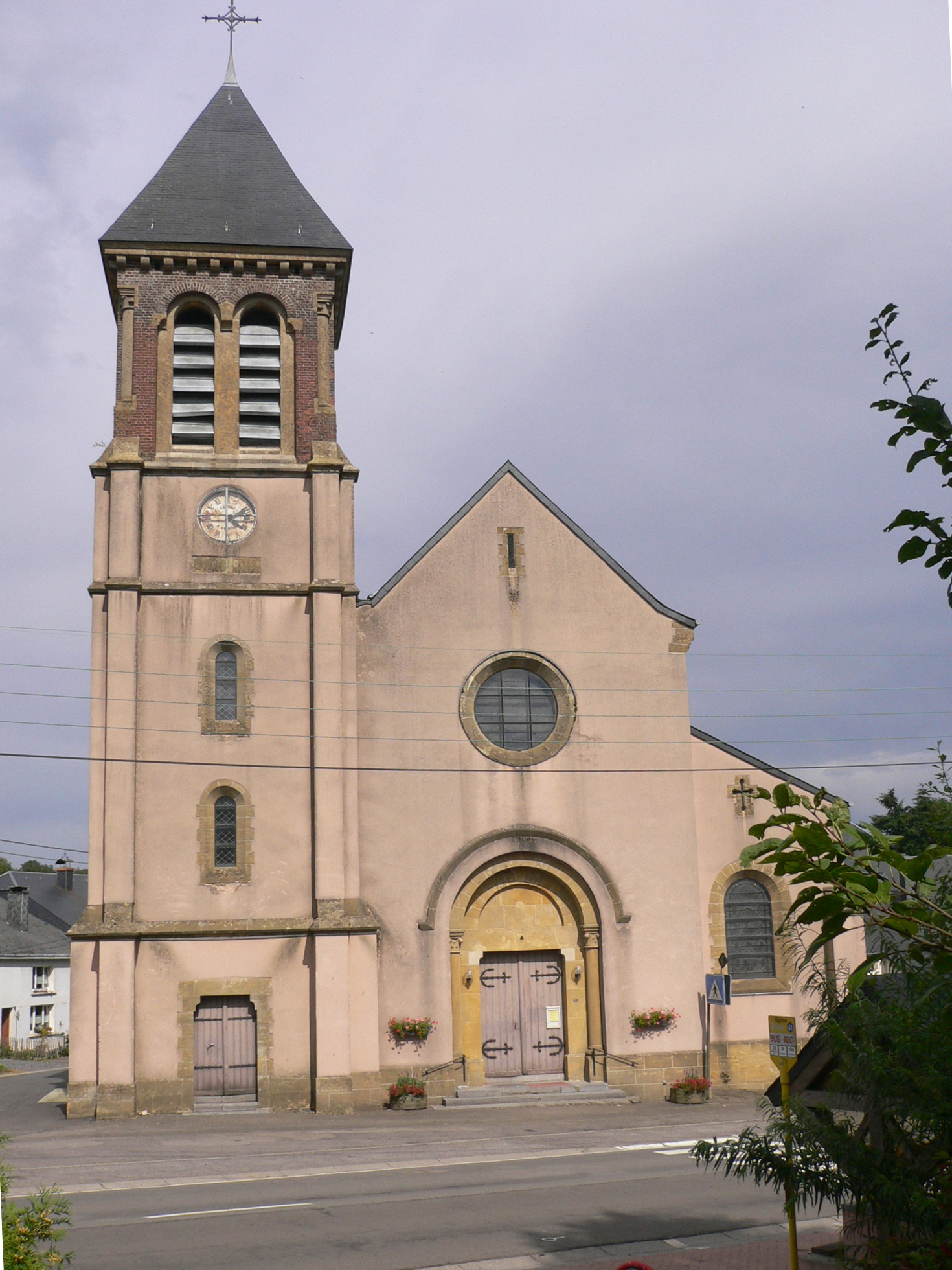
L'église Saint-Nicolas.

- L’église, qui a pour patron saint Nicolas[2].
- Le moulin à eau.
- La forge Roussel, popularisée par le roman homonyme d'Edmond Picard.
- Les Épioux (réserve naturelle, étangs dont le grand étang des Épioux, site d'une forge au XVIIe siècle).
  - Le château des Épioux, classé, est partiellement détruit par un incendie accidentel le 15 décembre 2023[3].
- Les points de vue sur la Semois, comme la Roche Pinco, la Roche de l’Écureuil et le Rocher du Chat.

### Culture
Chaque année, les habitants de Lacuisine et de Martué fêtent la fin de l'hiver. Pendant longtemps, c'était un grand feu qui réunissait Tordus et Marticots. Depuis 2012, au moment de la chandeleur, c'est la Fête de la Lumière qui permet de chasser les Esprits du froid. Une légende de l'Ours est associée à cet événement. Ateliers créatifs, danse, conte et concerts rythment la rencontre. Autour de la buvette du Tafia de l'Ours, la Fête de la Lumière est agrémentée d'illuminations à la bougie et de vitraux aux fenêtres du village puis de l'allumage du "Petit Feu". Les habitants des villages voisins et d'autres amis venus même de loin se joignent aux festivités.

## Vues de Lacuisine

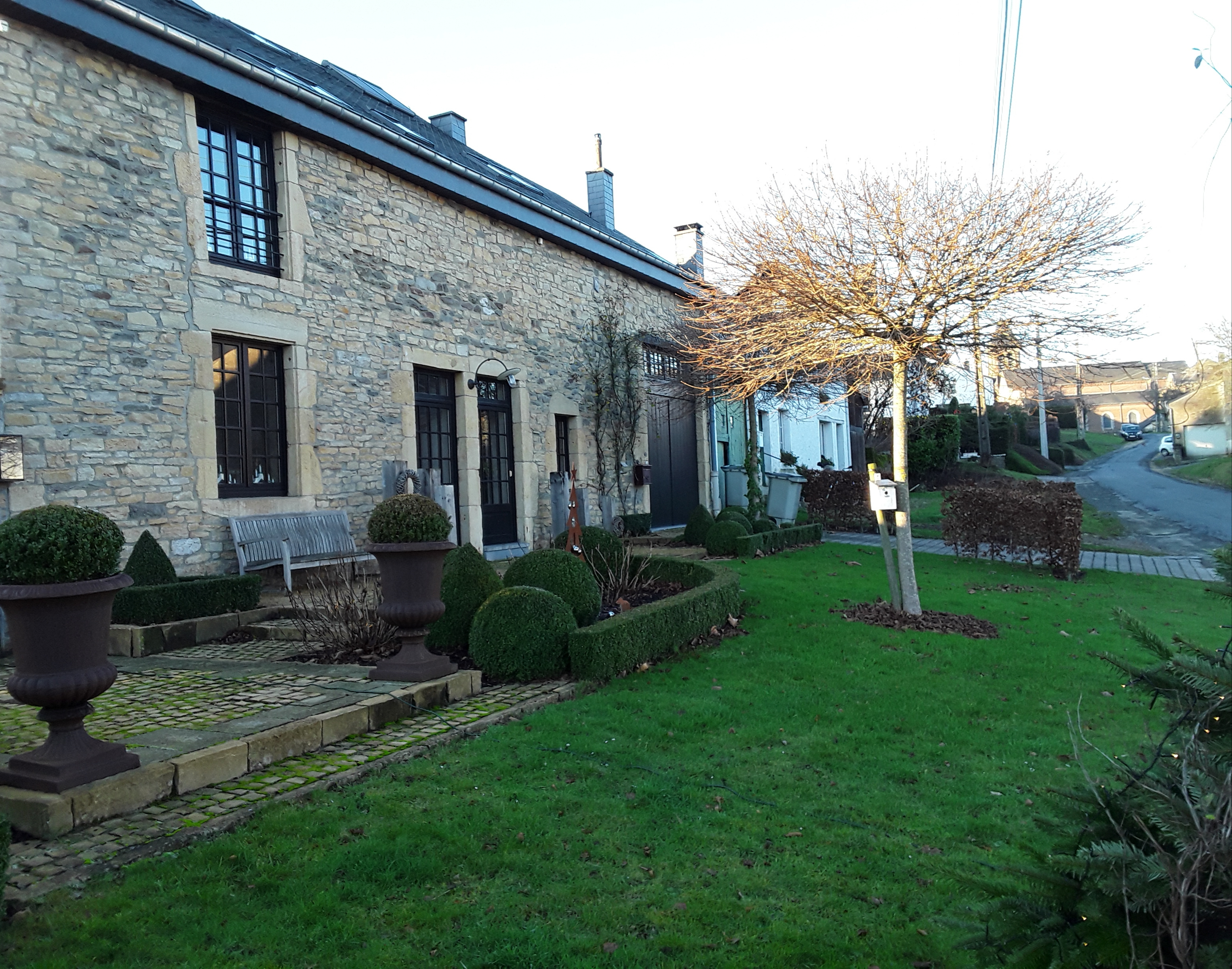
Ancienne fermette avec son usoir.
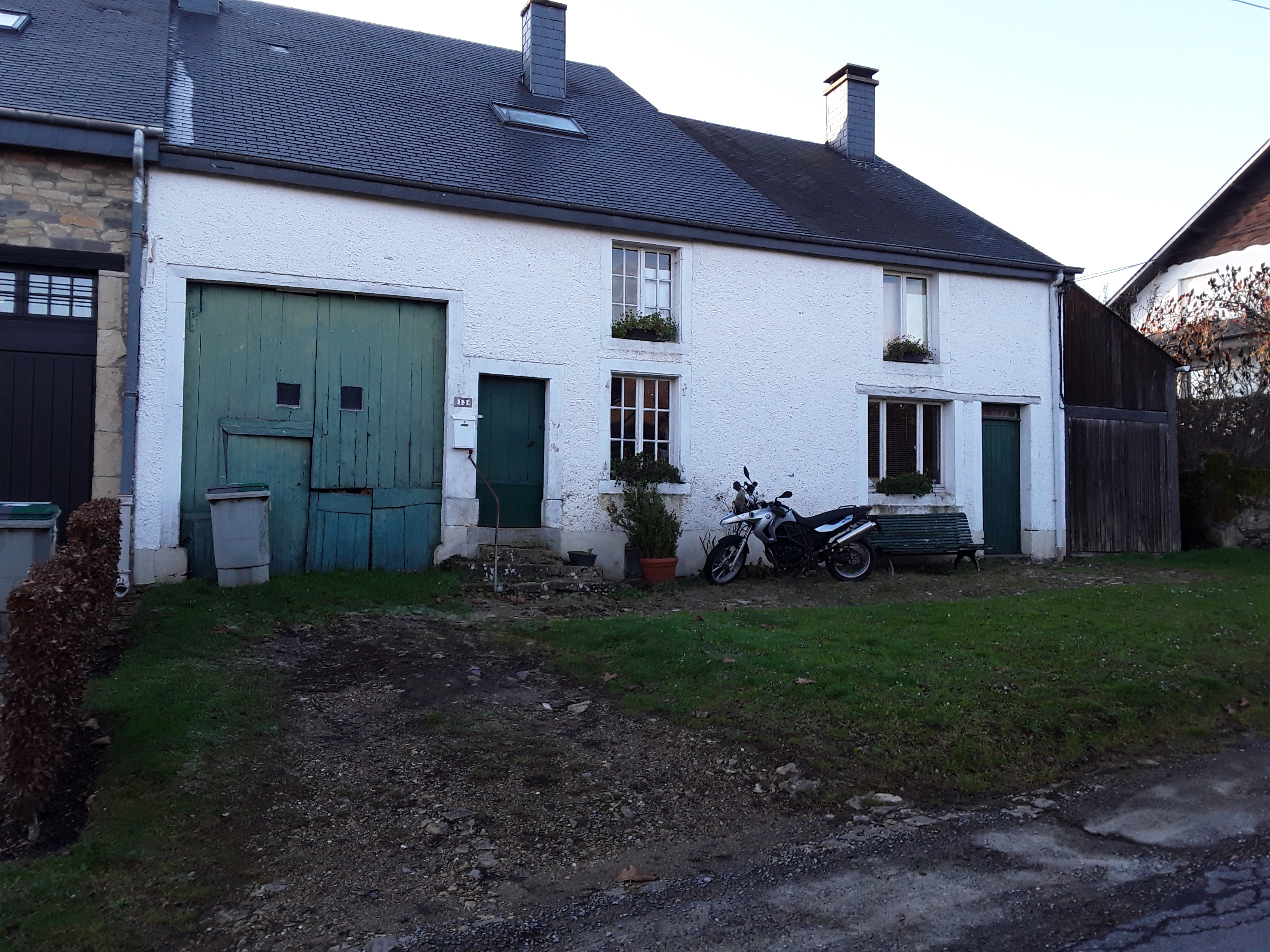
Ancienne fermette avec son usoir.

## Vie associative
Actuellement plusieurs associations animent les deux villages. Parmi elles, le Syndicat d'initiative de Lacuisine-Martué, le Comité de village de Martué et le Comité des Familles de Lacuisine.